# Рейніра Таргарієн
Рейніра Таргарієн — персонажка вигаданого світу, зображена в серії книг "Пісня льоду й полум'я" Джорджа Мартіна,  королева Вестероса з валірійської династії Таргарієнів, яка боролася за престол зі своїм єдинокровним братом Ейєгоном II в ході Танцю Драконів. Дружина Дейємона Таргарієна. Одна з героїнь повісті «Принцеса і королева», книги «Полум'я і кров» та телесеріалу «Дім Дракона», де її грають Міллі Олкок та Емма Д'Арсі.

## Біографія
Рейніра належала до королівської династії Таргарієнів, яка правила у Вестеросі. Вона була єдиною дочкою короля Візеріса I та його першої дружини Еймми Аррен. Дівчинка народилася в 97 році від Завоювання Ейгона, а в 105 році її було проголошено спадкоємицею престолу. Пізніше Візеріс одружився вдруге, з дочкою свого правиці Алісентою Хайтауер, і став батьком кількох синів. У Таргарієнів було заведено передавати владу по чоловічій лінії, тому багато хто почав бачити майбутнього короля в старшому синові Алісент Ейєгоні, Візеріс не став змінювати заповід на користь Ейгона. Поступово придворні розділилися на дві партії — «чорних» (прихильників Рейніри) і «зелених» (прихильників Ейгона).
За життя батька Рейніра двічі виходила заміж: спочатку за Лейнора Веларіона (сина лорда Дріфтмарка Корліса Веларіона), а після його "смерті" — за свого дядька, колишнього Короля Сходів Дейємона Таргарієна. У першому шлюбі у неї народилися троє синів (від коханця, лицаря Харвіна Стронга), у другому ще двоє від свого дяді Деймона. 
Після смерті Візеріса Алісента проголосила королем Ейєгона. Рейніра, що перебувала тоді на Драконячому Камені, вирішила відстоювати своє право на корону посилаючись на волю свого батька та офіційну присягу усіх лордів Вестероса у вірності, проголосивши сама себе королевою, постала на чолі своєї Малої Ради Корліса Веларіона. У Семи Королівствах спалахнула грандіозна війна, що дістала назву Танок Драконів. На самому початку війни Еймонд Таргарієн вбив сина королеви Люцеріса Веларіона. У битві з флотом Тріархії загинув ще один син, Джекейріс, а інший, Візеріс, потрапив у полон. Пізніше Рейніра зайняла Королівську Гавань і зійшла на Залізний трон, але її правління стало невдалим через страти без судів та підвищення податків. Армія «чорних» через зраду Ульфа Білого та Х'ю Молота була розбита у першій битві при Тамблтоні, королева запідозрила у зраді Корліса Веларіона після втечі з Королівської Гавані його спадкоємця Аддама (сина Лейнора Веларіона). Принц Дейємон загинув під час поєдинку з Еймондом  Таргарієном у Харренхоллі. Мешканці столиці повстали після вбивства королеви Хелейни, і Рейнірі довелося тікати на Драконячий Камінь, але й ця фортеця невдовзі впала. Королева потрапила в полон, і Ейєгон віддав її на поживу своєму дракону.
Згодом Залізний трон займали сини Рейніри (оскільки всі діти короля Ейгона || були вбиті) від другого чоловіка Ейєгон III, під час правління якого дракони були отруєні і незабаром перестали вилуплюватися, і Візеріс II, який до того служив на посаді правиці своїм племінникам — королям Дейєрону і Бейєлору Благословенному.

## У книгах та образотворчому мистецтві
Рейніра стала однією з персонажок повісті Джорджа Мартіна "Принцеса та королева " та його книг "Світ льоду та полум'я" і "Полум'я та кров ", написаних у форматі псевдохроніки. Її зображували на своїх малюнках художники-ілюстратори Даг Вітлі та Магалі Вільнев. Рейеніра з'явилася і в телесеріалі "Дім Дракона " (2022), де її зіграла Міллі Олкок (у юності) та воно Емма Д'Арсі.

## Сприйняття
Фахівці вважають історичним прототипом Таргарієнів датських вікінгів, що завоювали в ІХ столітті значну частину Англії. Образ Рейніри може частково ґрунтуватися на біографії англійської королеви Матильди, що отримала престол від батька і все життя боролася за владу з претендентом-чоловіком. У «Домі дракона» ця героїня постала як «жвава, талановита, смілива і дуже гарна дівчина» яка з часом втратила свою красу і ненавиділа свою мачуху королеву Алісенту, яка зберегла свою красу та тіло після всіх пологів.